# Amillarus
Amillarus is een kevergeslacht uit de familie van de boktorren (Cerambycidae). De wetenschappelijke naam van het geslacht werd voor het eerst geldig gepubliceerd in 1857 door Thomson.

## Soorten
Amillarus omvat de volgende soorten:
- Amillarus apicalis Thomson, 1857
- Amillarus ruficollis (Breuning, 1948)
- Amillarus secundus (Tippmann, 1951)
- Amillarus singularis (Aurivillius, 1922)